# Hermann-Staudinger-Preis

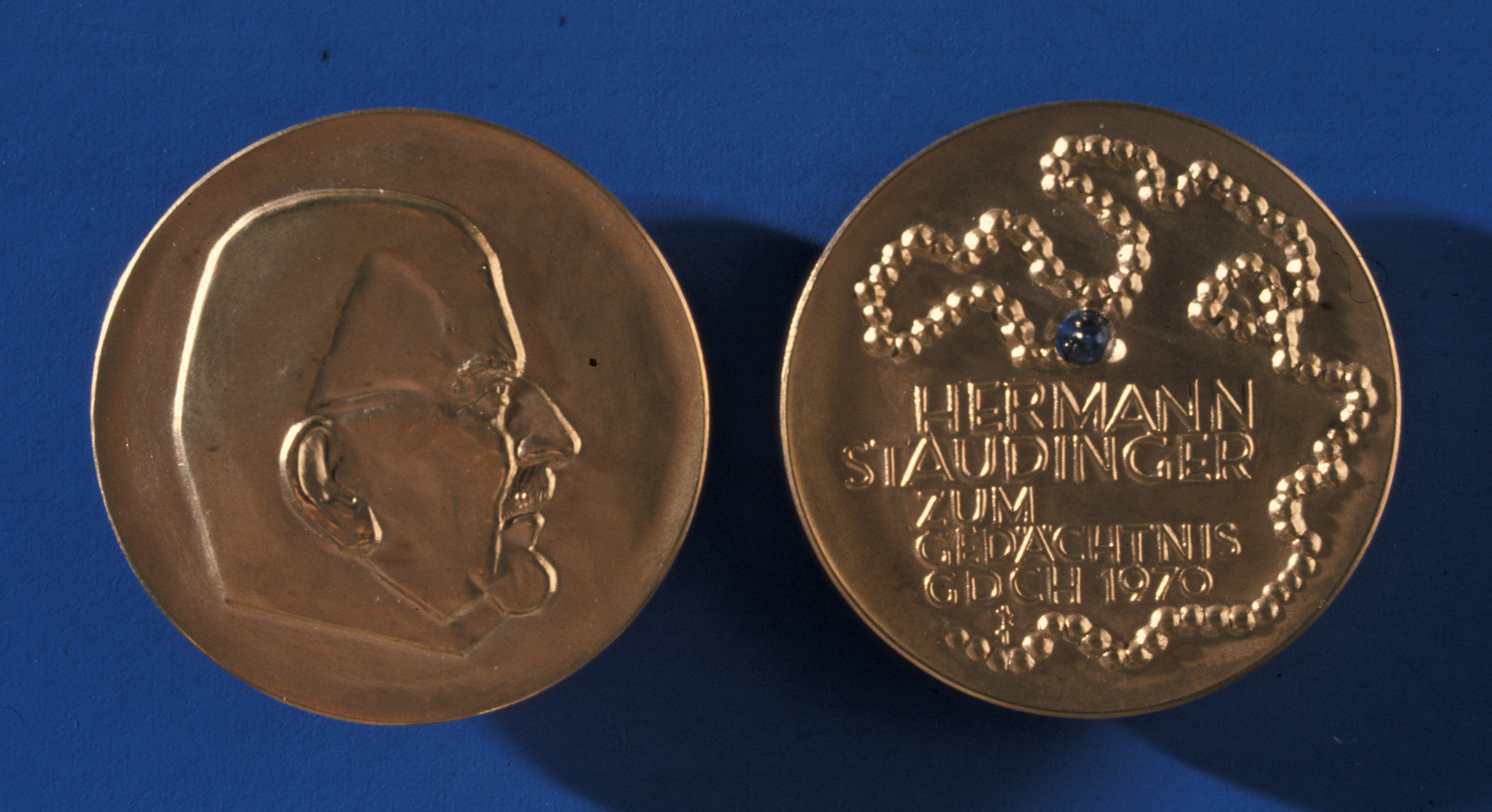
Goldmedaille des Hermann-Staudinger-Preises

Der Hermann Staudinger Preis ist ein Preis der Gesellschaft Deutscher Chemiker, der für bahnbrechende Arbeiten auf dem Gebiet der Makromolekularen Chemie (Polymerforschung) vergeben wird. Er ist mit einer Goldmedaille und einem Geldbetrag verbunden, wird höchstens alle zwei Jahre verliehen und ist nach dem Nobelpreisträger Hermann Staudinger benannt. Er wurde 1970 von der BASF gestiftet.

## Preisträger
- 1971 Werner Kern, Günter Victor Schulz
- 1973 Otto Bayer
- 1976 Hans Fikentscher
- 1977 Hermann Schnell
- 1979 Georg Manecke
- 1981 Hans Batzer
- 1985 Helmut Ringsdorf
- 1990 Gerhard Wegner
- 1994 Burkart Philipp
- 1997 Hansjörg Sinn
- 2000 Walter Hugo Stockmayer
- 2003 Walter Kaminsky
- 2006 Wolfgang Peter Meier
- 2009 Rolf Mülhaupt
- 2012 Axel Müller
- 2014 Martin Möller
- 2016 Klaus Müllen
- 2018 Brigitte Voit
- 2020 Markus Antonietti
- 2022 Bert Meijer
- 2024 Kurt Kremer[1]